# Site archéologique de Vilarda
Le site archéologique de Vilarda est un site archéologique de culture d'El Argar situé sur le territoire de la ville de Puerto Lumbreras dans la région de Murcie.
Vilerda est un peuplement de culture d'El Argar (2200-1500 av. J.-C. situé sur le versant nord-est de la Sierra de las Estancias. Il a été classé Bien d'intérêt culturel en 2010.

## Historique
Il s'agit d'un site connu depuis l'Antiquité, car il a déjà été enregistré par l'historien Cánovas Cobeño en 1890 dans son Historia de la Ciudad de Lorca. Il a ensuite décrit certains des matériaux observés sur le site, tels que des cistes de dalles d'ardoise accompagnées d'un trousseau composé de récipients en céramique, de pointes de flèches, de poignards en cuivre, d'éléments décoratifs, de haches en pierre polie et de différents éléments en silex et en os. En 1948, il est mentionné dans un ouvrage sur la culture de l'Argar dans la province de Murcie publié par l'ingénieur civil et archéologue Emeterio Cuadrado Diaz. 
En 1991, le professeur Ayala Juan a décrit le site dans son ouvrage en faisant référence au village Argarique de Lorca. Considérons que cette ville constituerait la fermeture nord de la voie de communication transversale de la dépression pré-côtière.

## Description

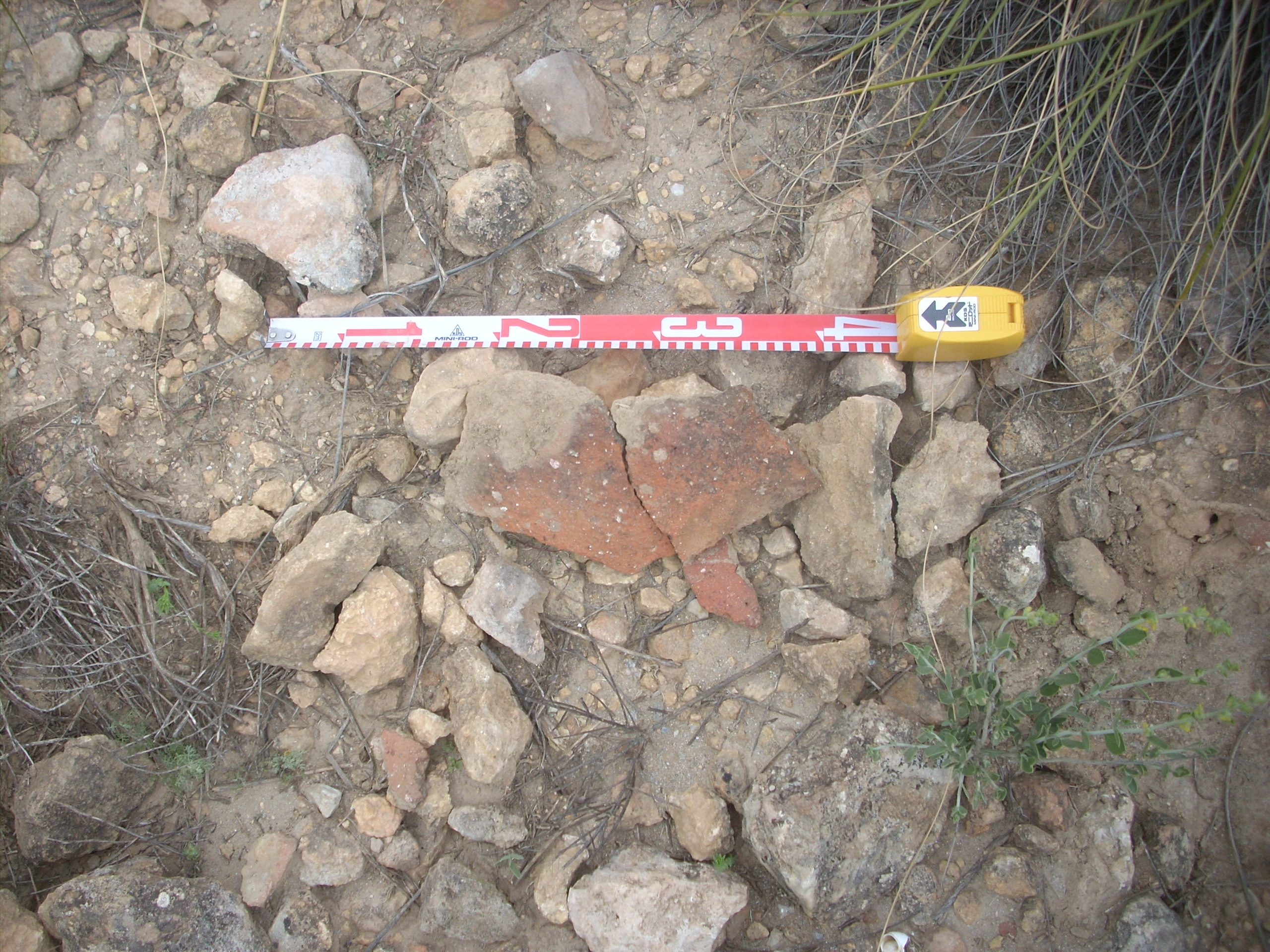
Tessons de céramique sur le site

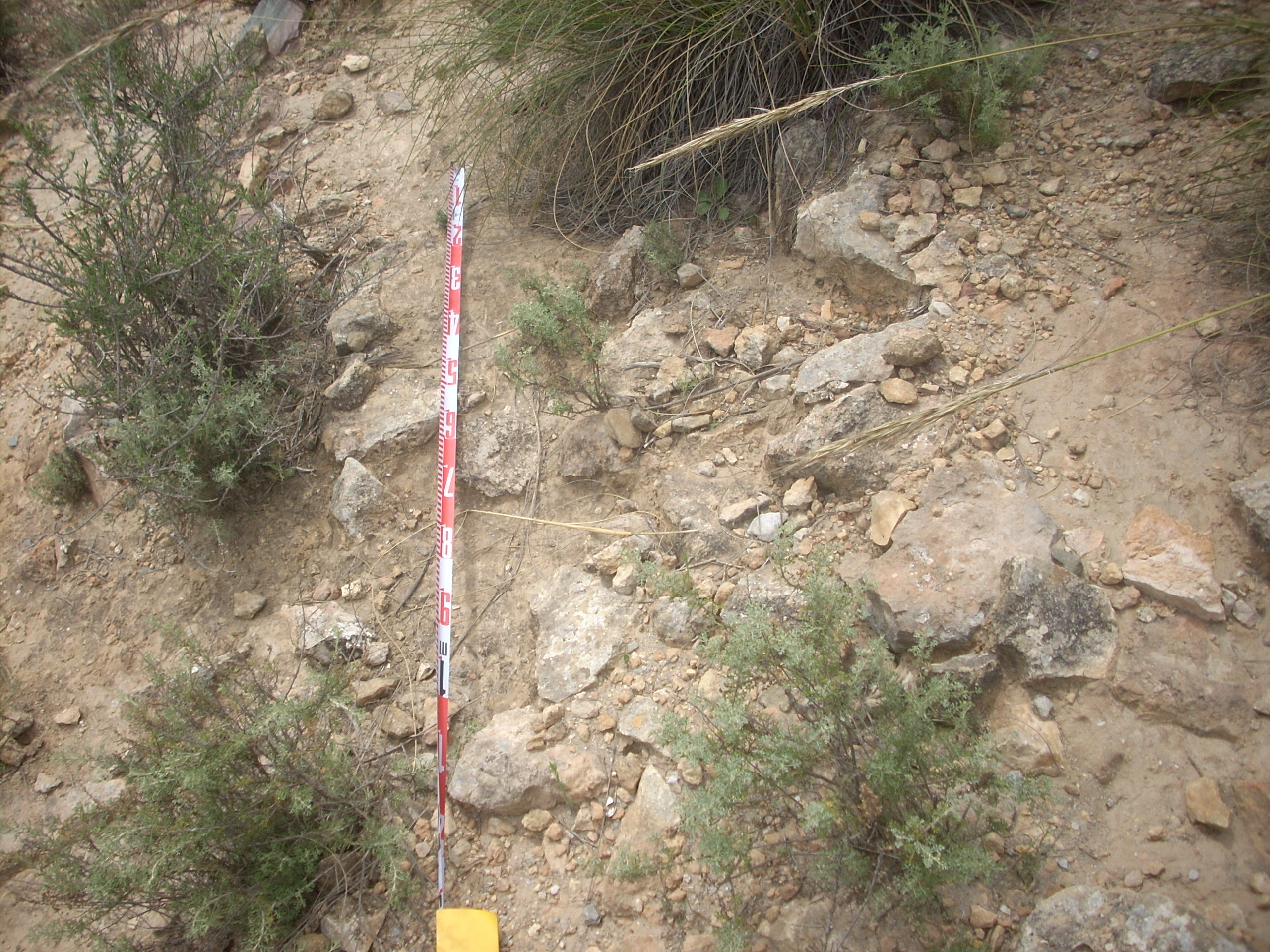
Vestiges de muraille

Le peuplement est situé à côté de la Rambla Vilerda (es), sur la rive gauche de la Rambla Nogalte, une marge sur laquelle sur 9 km se trouvent au moins 10 villages argariques, parmi lesquels il convient de souligner Cabezo del Puerto 1 et 2, Loma del Tío Ginés ou Cañada Alba, tous à Puerto Lumbreras. Il s'identifie à un habitat qui s'est développé à l'époque de l'apogée de la culture agarique et dont la base de subsistance reposerait sur l'exploitation des ressources agricoles environnantes. Ces travaux effectués sur le site incluent l'existence de matériaux datés vers le  VIIIe siècle av. J.-C. avant JC. C., comme c'est le cas dans d'autres villages plats (El Churtal, Torrealvilla). 
Le site n'a été étudié que par prospection superficielle. Le dernier d'entre eux, à l'occasion de sa déclaration comme bien catalogué, a documenté des fragments de céramique argarique, aux surfaces brunies, provenant principalement de récipients de stockage, associés à des murs en maçonnerie mal conservés et à quelques restes de dalles d'ardoise qui appartenaient probablement à des sépultures.